# Giancarlo Antognoni
Giancarlo Antognoni (Marsciano, 1954. április 1. –) világbajnok olasz labdarúgó, középpályás.

## Pályafutása

### Klubcsapatban
1970 és 1972 között a negyedosztályú Astimacobi csapatában szerepelt. 1972-ben igazolta le a Fiorentina, ahol 15 idényen át szerepelt. Tagja volt az 1975-ös olasz kupa-győztes együttesnek. 1981. november 22-én a Genoa elleni bajnoki mérkőzésen az ellenfél kapusával Silvano Martinával ütközött, melynek következtében súlyos koponyatörést szenvedett és a légzése is leállt. Még a pályán sikerült a légzés funkcióit helyreállítani és ezt követően szerencsésen felépült. 1987-ben a svájci Lausanne-Sport csapatához szerződött, ahol még két idényen át játszott, majd visszavonult az aktív labdarúgástól.

### A válogatottban
1974 és 1983 között 73 alkalommal szerepelt az olasz válogatottban és hét gólt szerzett. Tagja volt az 1978-as világbajnoki és az 1980-as Európa-bajnoki negyedik helyezett csapatnak. 1982-ben Spanyolországban világbajnok lett az olasz válogatottal. Minden mérkőzésen pályára lépett kivéve a döntőt, ahol sérülés miatt nem játszhatott.

## Sikerei, díjai
Olaszország
- Világbajnokság
  - világbajnok: 1982, Spanyolország
  - 4.: 1978, Argentína
- Európa-bajnokság
  - 4.: 1980, Olaszország

 Fiorentina
- Olasz kupa (Coppa Italia)
  - győztes: 1975